# Berberis reticulata
Berberis reticulata là một loài thực vật có hoa trong họ Hoàng mộc. Loài này được Bijh. mô tả khoa học đầu tiên năm 1928.